# Wagneria heterocera
Wagneria heterocera là một loài ruồi trong họ Tachinidae.